# Anastasia Cekulaev
Anastasia Cekulaev (Wiesbaden, 1º luglio 2003) è una pallavolista tedesca, centrale del Chieri '76.

## Carriera

### Club
La carriera di Anastasia Cekulaev inizia nel 2012 nelle giovanili del Wiesbaden; nella stagione 2017-18 passa al Rotation Prenzlauer Berg in Regionalliga Nordost, mentre in quella 2019-20 si accasa al club federale dell'Olympia Berlino, in 2. Bundesliga: a metà annata 2020-21 viene ingaggiata dal Potsdam, esordendo in 1. Bundesliga, aggiudicandosi la Supercoppa tedesca 2022.
Per il campionato 2024-25 si trasferisce in Italia, vestendo la maglia della Black Angels Perugia, in Serie A1, stessa divisione in cui milita nell'annata successiva giocando per il Chieri '76.

### Nazionale
Nel 2018 viene convocata nella selezione tedesca under 17 per partecipare al campionato europeo, mentre nel 2019 è in quella under 18 con cui prende parte al XV Festival olimpico estivo della gioventù europea.
Nel 2021 ottiene le prime convocazioni nella nazionale maggiore.

## Palmarès

### Club
- Supercoppa tedesca: 1

2022